# Witalij Schuk
Witalij Michajlawitsch Schuk (belarussisch Віталій Міхайлавіч Жук; englisch Vitaliy Zhuk; * 10. September 1996) ist ein belarussischer Zehnkämpfer.

## Sportliche Laufbahn
Erste internationale Erfahrungen sammelte Witalij Schuk bei den Junioreneuropameisterschaften 2015 im schwedischen Eskilstuna, bei denen er mit 7315 Punkten den achten Platz belegte. Zwei Jahre später nahm er an den U23-Europameisterschaften in Bydgoszcz teil und wurde dort mit 7921 Punkten Vierter.
Bei den Europameisterschaften 2018 in Berlin belegte Schuk mit neuer Bestleistung von 8290 Punkten hinter dem Deutschen Arthur Abele und dem Russen Ilja Schkurenjow, der unter neutraler Flagge antrat, den Bronzerang. 2019 belegte er bei den Halleneuropameisterschaften in Glasgow mit 5689 Punkten den achten Platz und nahm im Sommer an den Weltmeisterschaften in Doha teil, bei denen er mit 8058 Punkten auf Rang 13 gelangte.
2016 und 2020 wurde Schuk belarussischer Meister im Zehnkampf sowie 2018 Hallenmeister im Siebenkampf. Am 21. April 2017 heiratete er die belarussische Stabhochspringerin Iryna Schuk.

## Persönliche Bestleistungen
- Zehnkampf: 8290 Punkte, 8. August 2018 in Berlin
  - Siebenkampf (Halle): 5705 Punkte, 25. Januar 2019 in Mahiljou